# Eunos Presso
Eunos Presso（日語：ユーノス・プレッソ）是1991年至1998年間日本馬自達汽車公司製造、於Eunos體系經銷商販售的二門四人座轎跑車，兄弟車為馬自達MX-3。

## 概要
關於車名「Presso」的來源為義大利文，意為「朋友」，引申為該款車是車主的朋友。
Eunos Presso在不同的市場出現迥異的名稱：日本的姊妹車稱為Autozam AZ-3（限於Autozam通路體系販售）、在加拿大稱作馬自達MX-3 Precidia、在澳洲叫做Eunos 30X，而馬自達MX-3之名則主要使用於美國和歐洲地區。
這部車跟兄弟車MX-3最大的差異是引擎容積，MX-3初期發售時為1.5L直列四缸DOHC B5-DE型引擎，而Eunos Presso則搭載1.8L V型六缸DOHC K8型引擎。
值得注意的地方是當年發售時，搭載了全世界容量最小的V型六缸K8型引擎，容量僅有1.8L。馬自達MX-3在北美地區銷售得不錯，受到消費者喜愛，但在歐洲與亞洲則不然。探究其原因，歐亞洲兩地的用車環境多彎路、窄路且經常堵車，V型六缸引擎低扭力的表現不受消費者青睞。可是北美洲的馬路筆直又寬闊，適合高速巡航，符合V型六缸引擎的特性；況且馬自達將這款車設計成三門掀背車型，具備跑車化的外觀，迎合當時北美洲消費者的胃口。

## 歷史
1991年 - 3月開始上市販售，採用馬自達E平台，搭載當時全世界容量最小的1.8L V型六缸K8型引擎，最大馬力140ps。後掀門的玻璃作三曲面處理，三個面之間沒有任何鐵條支撐。發售時區分成三個等級：
- Hi-X級：入門基本款。
- Fi-X級：空調、天窗為標準配備。
- Fi-X SV級：增加一套包含DSP、七組喇叭與六片CD換片匣的高級音響系統，以及LSD限滑差速器。

1993年 - 9月追加一具1.5L直列四缸DOHC B5-DE型引擎，該引擎原本搭載於兄弟車款馬自達MX-3上。同時，原有的1.8L V型六缸K8型引擎經過重新調校後馬力提升5ps，變成145ps。
1996年 - 4月將前座雙SRS安全氣囊列為標準配備。另外，馬自達廢止旗下Eunos經銷商體系，該款車雖仍維持Eunos Presso車名，但改在Ẽfini經銷商連鎖體系販售。
1998年 - 6月因恰逢Familia改朝換代之際，於是隨著兄弟車馬自達MX-3一同停產。

## 特別限量車
1993年馬自達加拿大分公司為了紀念25周年慶，推出一款名為「馬自達MX-3 GS」的特別限量車；同時馬自達美國分公司也推出一款類似的特仕車，故兩地合計製造了2,000輛而已。限量車款包含V6引擎、皮革內裝（座椅、方向盤、排檔桿桿頭）、可加熱式座椅（僅限加拿大）以及由日本Enkei（（日語）エンケイ株式会社）製15吋鋁合金輪框。
1996年歐洲的馬自達製造發售了一百輛名為「馬自達MX-3 V6 SE」的限量版，擁有皮革內裝與純白色車身塗裝。

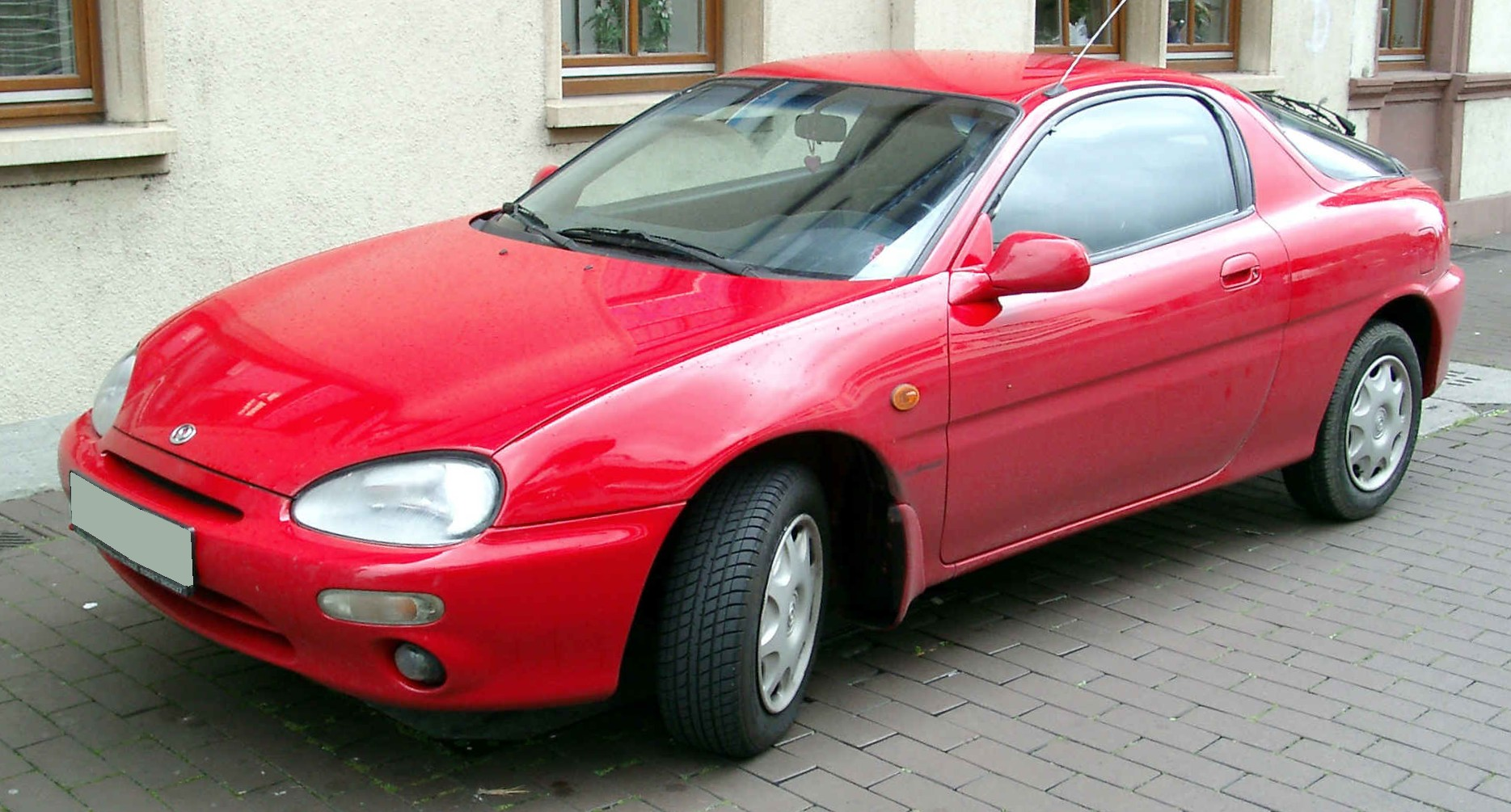
姊妹車馬自達MX-3
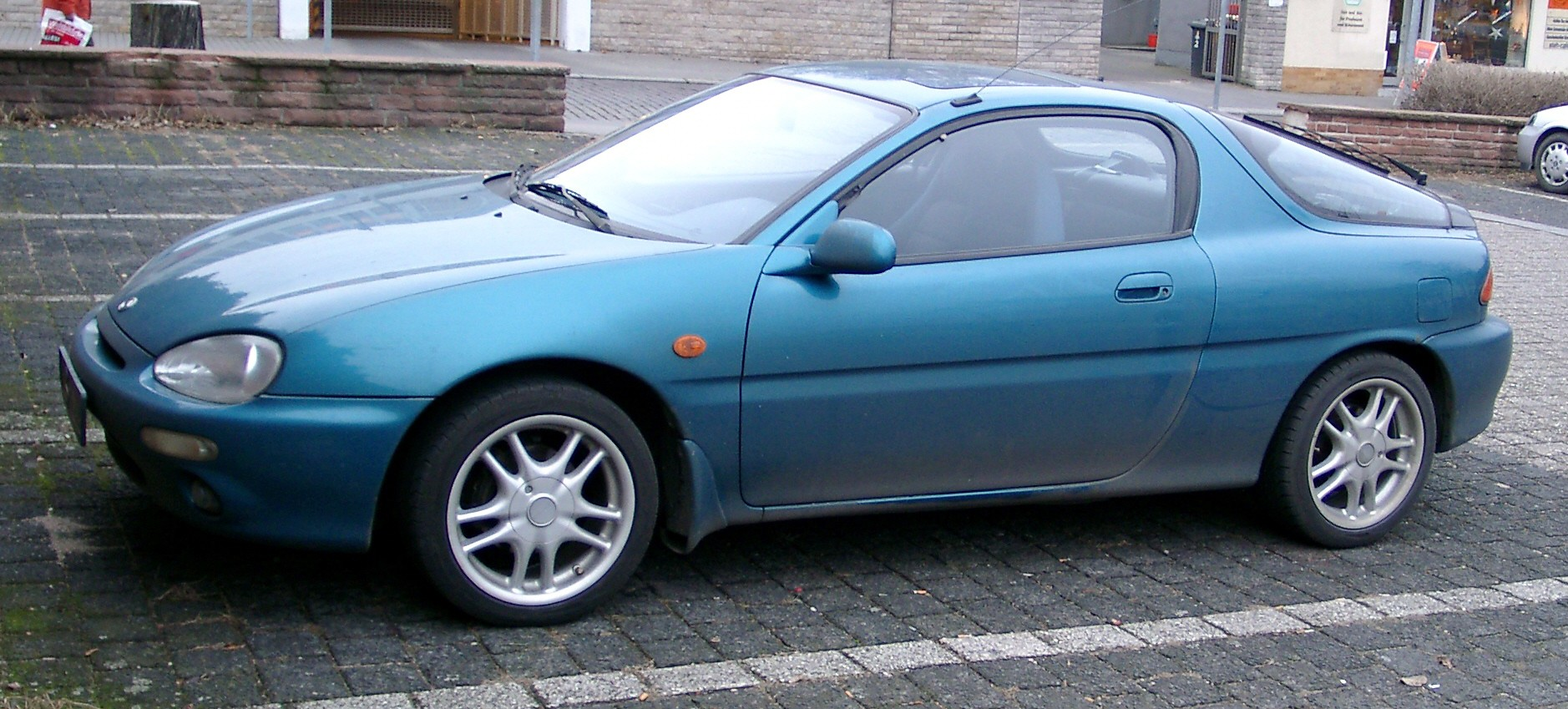
馬自達MX-3（德國）
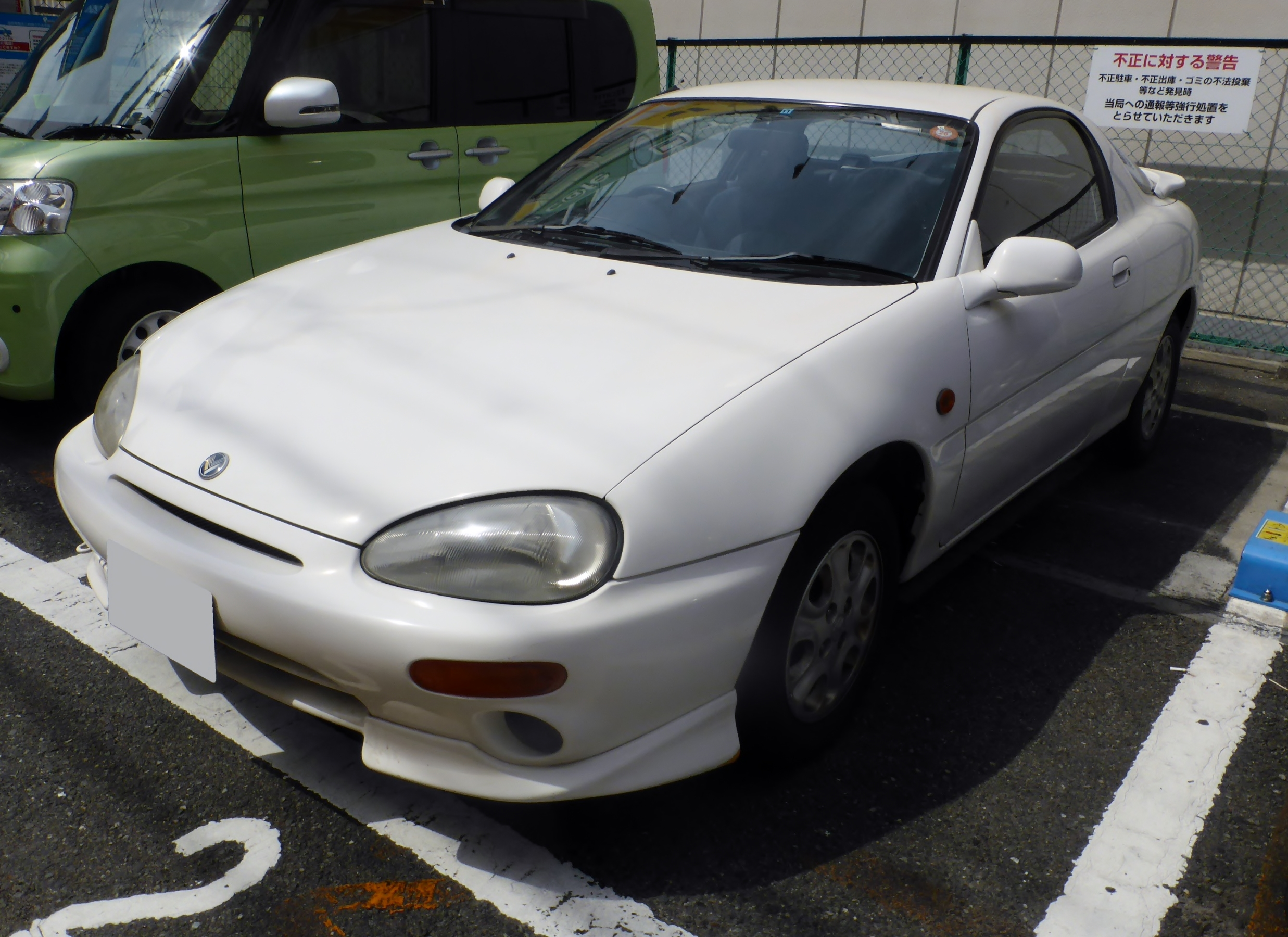
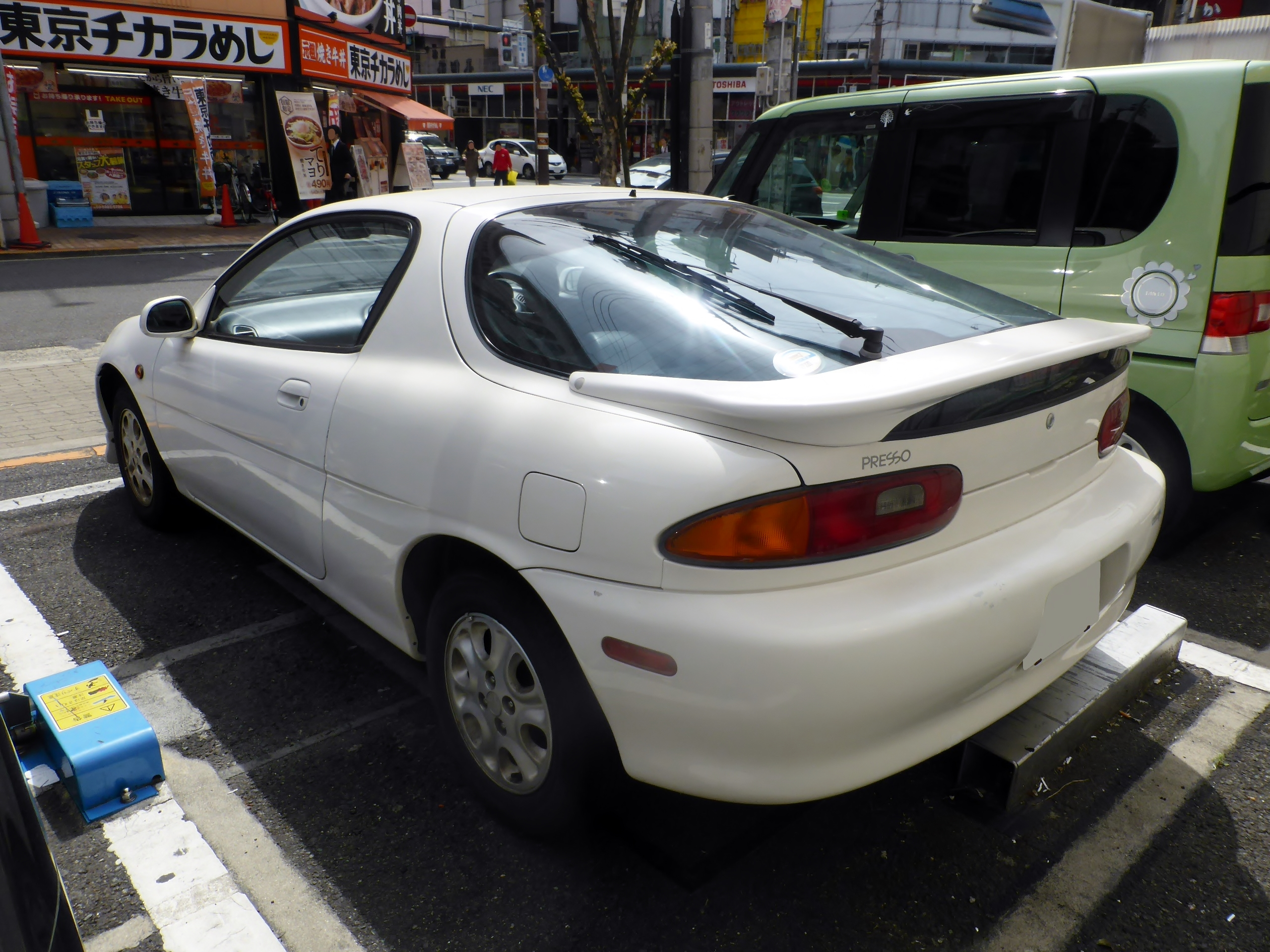
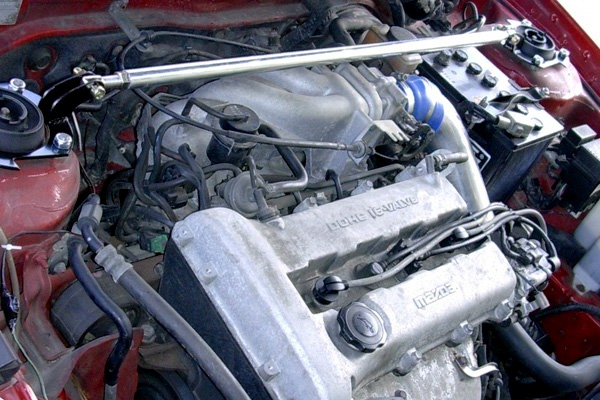
歐洲的MX-3亦搭載1.6L DOHC的馬自達B6D引擎

## 外部連結
- （日語）ユーノス・プレッソのページ
- （日語）GAZOO.com マツダ・オートザムAZ-3